# Стіл-Гора

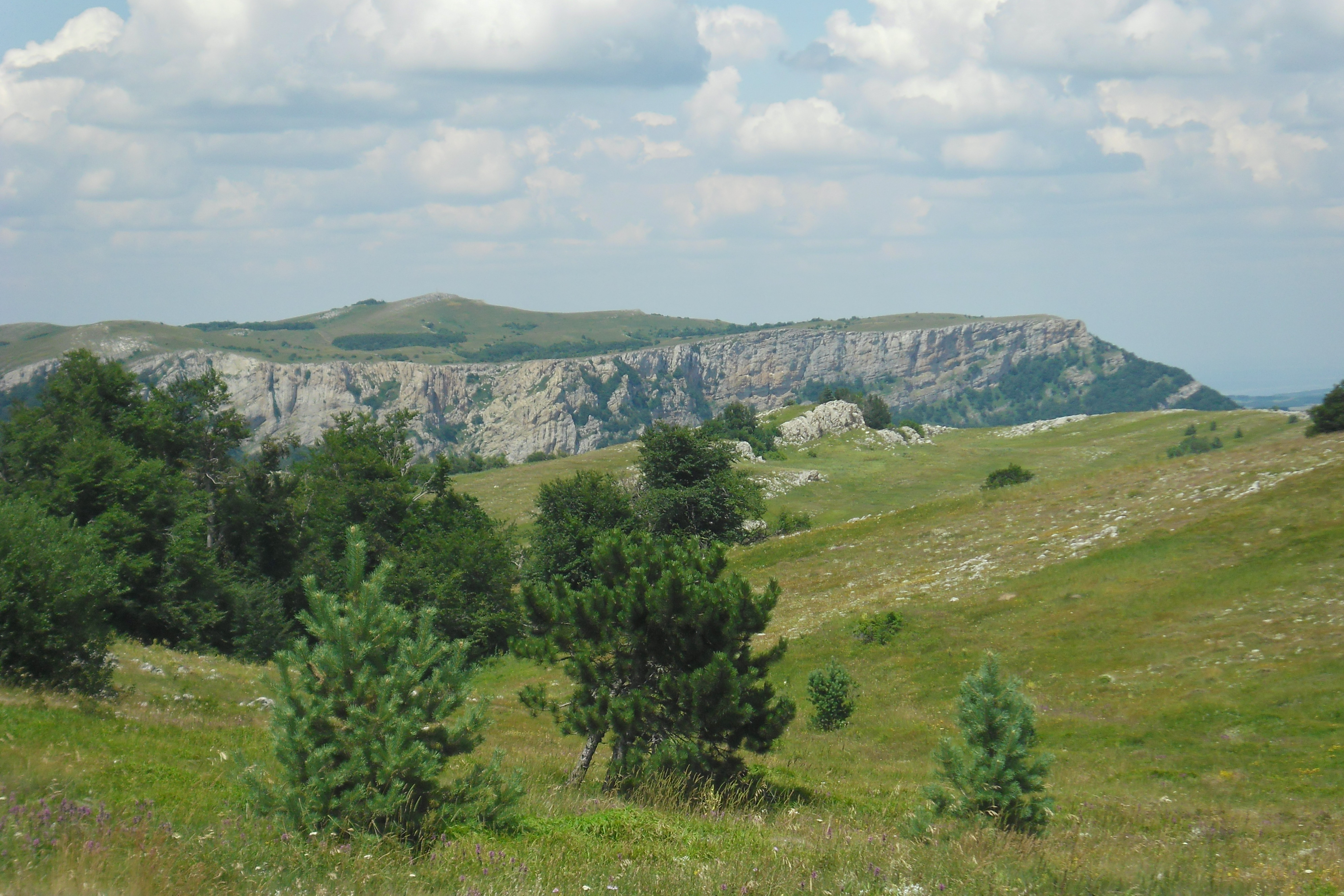
Тирке-яйла. Стіл-Гора (середній план) і Довга гора та Тирке (задній план). Вид з Демерджі (передній план).

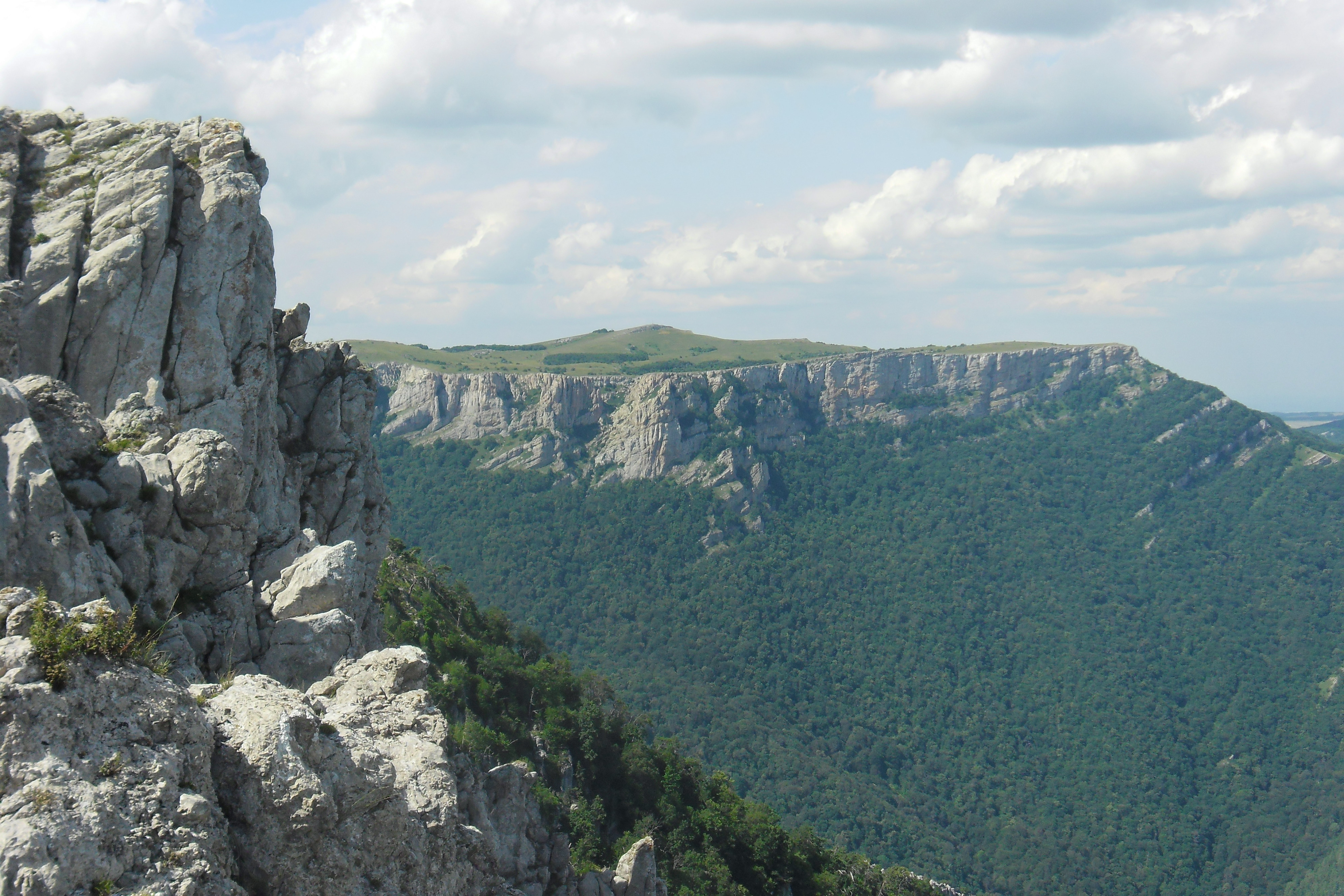
Стіл-Гора (праворуч), яка обривається в ущелину Хапхал, Крим, Україна.

Стіл-Гора — східний виступ плоскогір'я Тирке-яйли. Його плоска оголена вершина обривається на сході і півдні скельною ребристою стіною над лісистими схилами ущелини Хапхал. Висота Стіл-Гори — 1240 м. Існує припущення, що саме цю плоску гору греки називали Трапезус.